# جوديث أ. وينستون
جوديث أ. وينستون (بالإنجليزية: Judith A. Winston)‏ هي محامية أمريكية، ولدت في 23 نوفمبر 1943 في اتلانتيك سيتي في الولايات المتحدة.